# 穆尔索什
穆尔索什是葡萄牙布拉干萨区的一个堂区。总面积21.23平方公里，总人口206人，人口密度9.7人/平方公里。